# 수보르나 무스타파
수보르나 무스타파(벵골어: সুবর্ণা মুস্তাফা, 1959년 12월 2일 ~ )는 방글라데시의 배우이다. 1983 방글라데시 국립 영화상 여우조연상 수상자이다.